# 安武州
安武州，武周大足元年（701年）在安南（今越南）所置的一個州。
唐初以唐林縣、安遠縣二縣置唐林州，後州、縣皆廢。龍朔三年（663年），智州刺史謝法成招慰生獠昆明、北樓等七千餘落，以故唐林州地置。總章二年（669年），置福祿州以處之。武周大足元年（701年）更名安武州。唐天寶元年（742年），改為福祿郡。領縣二：柔遠縣、唐林縣。